# Araneus bonsallae
Araneus bonsallae este o specie de păianjeni din genul Araneus, familia Araneidae. A fost descrisă pentru prima dată de Mccook, 1894. Conform Catalogue of Life specia Araneus bonsallae nu are subspecii cunoscute.